# Dood van Serge Heederik
Serge Heederik (Leiden, 13 januari 1971 – Heerlen, 25 mei 1996) kwam op 25-jarige leeftijd om het leven door zinloos geweld. Hij overleed als gevolg van een steekpartij in de stationstunnel van Heerlen. 

## Doodslag
Heederik was op 25 mei 1996 een avondje wezen stappen met zijn jongere broer en diens vriendin. Na een opzettelijke botspartij in de stationstunnel, veroorzaakt door een van de latere daders, werd Heederik twee keer gestoken. Het steekwapen had een lemmet van 30 centimeter. Heederik, een kunstenaar en filosofiestudent aan de Universiteit van Amsterdam, stierf als gevolg daarvan in de armen van zijn broer.
De rechtbank in Maastricht veroordeelde de twee verdachten in eerste aanleg respectievelijk tot twaalf en drie jaar straf met tbs voor doodslag op Heederik. Zowel de verdachten als het openbaar ministerie gingen in beroep tegen de uitspraak. De Hoge Raad veroordeelde de hoofddader uiteindelijk tot vijftien jaar cel.

## Na twintig jaar media-aandacht
De dood van Heederik kreeg aanvankelijk geen landelijke aandacht, in tegenstelling tot de door zinloos geweld omgekomen Joes Kloppenburg. Het ontbreken van landelijke publiciteit had naar verluidt te maken met het feit dat het fatale incident plaatsvond in het 'afgelegen' Heerlen en niet in de Randstad. Dat bevestigden enkele landelijke dagbladen bij navraag. Daarnaast deed een hardnekkig gerucht de ronde, mede aangewakkerd door een presentatrice van SBS6, dat een junk Heederik van het leven zou hebben beroofd. Heederik had net voor het fatale voorval nog wat geld aan een dakloze gegeven. De junks waren juist op de steekpartij afgekomen om de jongens te helpen.
De moord op Heederik krijgt ook twintig jaar na zijn dood nog aandacht van de pers.

## "De zon is het oog van God"
Een selectie van het uit tweeduizend pagina's bestaande handgeschreven werk van Heederik werd postuum gepubliceerd in het boek De zon is het oog van God. De Belgische hoogleraar Antoon Van den Braembussche, gastdocent filosofie aan de Universiteit van Amsterdam, selecteerde voor dit werk enkele aforismen van de hand van Heederik. Van den Braembussche was de favoriete docent van Heederik tijdens zijn studie filosofie. Het eindige van het bestaan is een terugkerend onderwerp in de filosofische werken van Heederik.

## Schilderijen
Heederik maakte in zijn korte leven rond de twaalfhonderd schilderijen waarvan een deel is geëxposeerd.

## Serge Heederik-prijs
Voor een periode van ongeveer tien jaar werd de Serge Heederik-prijs uitgereikt aan veelbelovende filosofiestudenten.